# Cycas macrocarpa
Cycas macrocarpa é uma espécie de cicadófita do género Cycas da família Cycadaceae, nativa do sul da Tailândia e de Malaca, na Malásia. Segundo dados de 2010, a população tende a descrescer.